# مقاطعة إنديانا (بنسلفانيا)
مقاطعة إنديانا (بالإنجليزية: Indiana County, Pennsylvania)‏ هي إحدى مقاطعات ولاية بنسلفانيا في الولايات المتحدة. بلغ عدد سكانها 88880 نسمة في عام 2010 حسب إحصاء مكتب تعداد الولايات المتحدة.

## أعلام
- جون هوارد هاريس
- جيمس إتش برونسون
- باربرا باريت
- باول كونينغهام
- جيمس ستيوارت

## وصلات خارجية
- www.countyofindiana.org